# Hirschberg an der Bergstraße
Hirschberg an der Bergstraße este o comună din landul Baden-Württemberg, Germania.